# Frank Harris
Frank Harris, född 14 februari 1856, död 27 augusti 1931, var en amerikansk journalist.
Harris föddes på Irland, for 1870 till USA, blev hotellman och cowboy, studerade i Tyskland, Wien, Aten och for till Storbritannien, där han utgav Saturday Review under dess främsta period på 1890-talet. 
Bland hans skrifter märks den originella studien The man Shakespeare (1909), Oscar Wilde (2 band, 1916), My life (1926, hans tämligen otillförlitliga självbiografi), samt Bernard Shaw (1931), vilken innehåller intima detaljer och är reviderad av George Bernard Shaw själv men är av föga värde som allvarlig studie.